# یواس‌اس سالیش (ای‌تی‌ای-۱۸۷)
یواس‌اس سالیش (ای‌تی‌ای-۱۸۷) (به انگلیسی: USS Salish (ATA-187)) یک کشتی است که طول آن 143 feet (43.6 m) می‌باشد. این کشتی در سال ۱۹۴۴ ساخته شد.